# R/nosleep
r/nosleep est un subreddit contenant des histoires d'horreur courtes rédigées par les utilisateurs. Les règles de la communauté stipulent que les histoires publiées sur le subreddit doivent être crédibles et que les utilisateurs doivent prétendre que les histoires sont vraies. Le sub compte plus de 18 millions de membres et fait partie des cinquante subreddits les plus populaires. Il a donné naissance à un podcast éponyme appelé The NoSleep Podcast (en) et à plusieurs romans publiés, ainsi qu'à des adaptations cinématographiques et télévisées.

## Histoire
r/nosleep a été créé en mars 2010.
r/nosleep a été confronté à des problèmes de violation du droit d'auteur sur Internet, en particulier par des personnes qui en lisent ou adaptent les récits sans créditer ou demander l'autorisation de l'auteur original. La modération a donc décidé de créer trois autres subreddits – r/NosleepWritersGuild, r/SleeplessWatchdogs et r/YTNarratorsGuild – pour éduquer les narrateurs sur le droit d'auteur et sur la façon d'utiliser le contenu de r/nosleep ainsi que pour signaler les violations du droit d'auteur sur Internet et alerter les auteurs concernés. En février 2020, r/nosleep a entamé une semaine de black-out qui a restreint l'accès au subreddit en signe de protestation contre les violations du droit d'auteur,.

## Impact
En 2014, une histoire sur une épidémie mystérieuse et fictive dans la petite ville américaine de Mammoth, en Arizona, a été publiée sur r/nosleep. À mesure que l’histoire s’est répandue en ligne, de nombreuses personnes ont commencé à croire qu’elle était vraie. Les habitants et le service de police de Mammoth ont été bombardés d'appels de personnes croyant en cette histoire, et plusieurs médias ont comparé l'incident à l'hystérie qui a suivi après que les auditeurs ont été convaincus qu'une émission de radio sur la Guerre des Mondes de 1938 était vraie,.
En 2017, des chercheurs du Media Lab du Massachusetts Institute of Technology ont créé Shelley, une intelligence artificielle d'apprentissage profond formée à partir d'un corpus de milliers d'histoires r/nosleep qui crée ses propres histoires d'horreur.

### Adaptations
Certains auteurs de r/nosleep ont adapté leurs histoires en romans publiés, comme Penpal (en) (2012) de Dathan Auerbach, qu'il avait initialement publié sur le subreddit en septembre 2011. En 2016, Amblin Partners a acquis les droits de The Spire In The Woods, une histoire en dix parties publiée sur le subreddit,. En 2018, Ryan Reynolds a été attaché en tant que producteur à une adaptation d'une histoire de r/nosleep. En 2020, Netflix a acheté les droits de la série en six parties de Matt Query My wife and I bought a ranch. Toujours en 2020, Amazon Studios a obtenu les droits de The Left Right Game, une autre histoire de r/nosleep,. Jack Anderson écrira la série et en sera également le producteur exécutif. En 2022, 3000 Pictures (Sony) a acheté les droits de l'histoire de Nick Moorefox My Mother-in-law was poisoning me then I found out why, en sélectionnant Jessica Knoll pour l'adaptation. Une série télévisée d'anthologie intitulée Tales From the Void (en), basée sur des histoires du subreddit, est sortie en 2024.

## Voir également
- _9MOTHER9HORSE9EYES9 – auteur anonyme
- Creepypasta – récit d'horreur propagé sur Internet